# Esnandes
Esnandes is een gemeente in het Franse departement Charente-Maritime (regio Nouvelle-Aquitaine). De plaats maakt deel uit van het arrondissement La Rochelle. Esnandes telde op 1 januari 2022 2.132 inwoners.

## Geografie
De oppervlakte van Esnandes bedroeg op 1 januari 2022 7,45 vierkante kilometer; de bevolkingsdichtheid was toen 286,2 inwoners per km².
De onderstaande kaart toont de ligging van Esnandes met de belangrijkste infrastructuur en aangrenzende gemeenten.

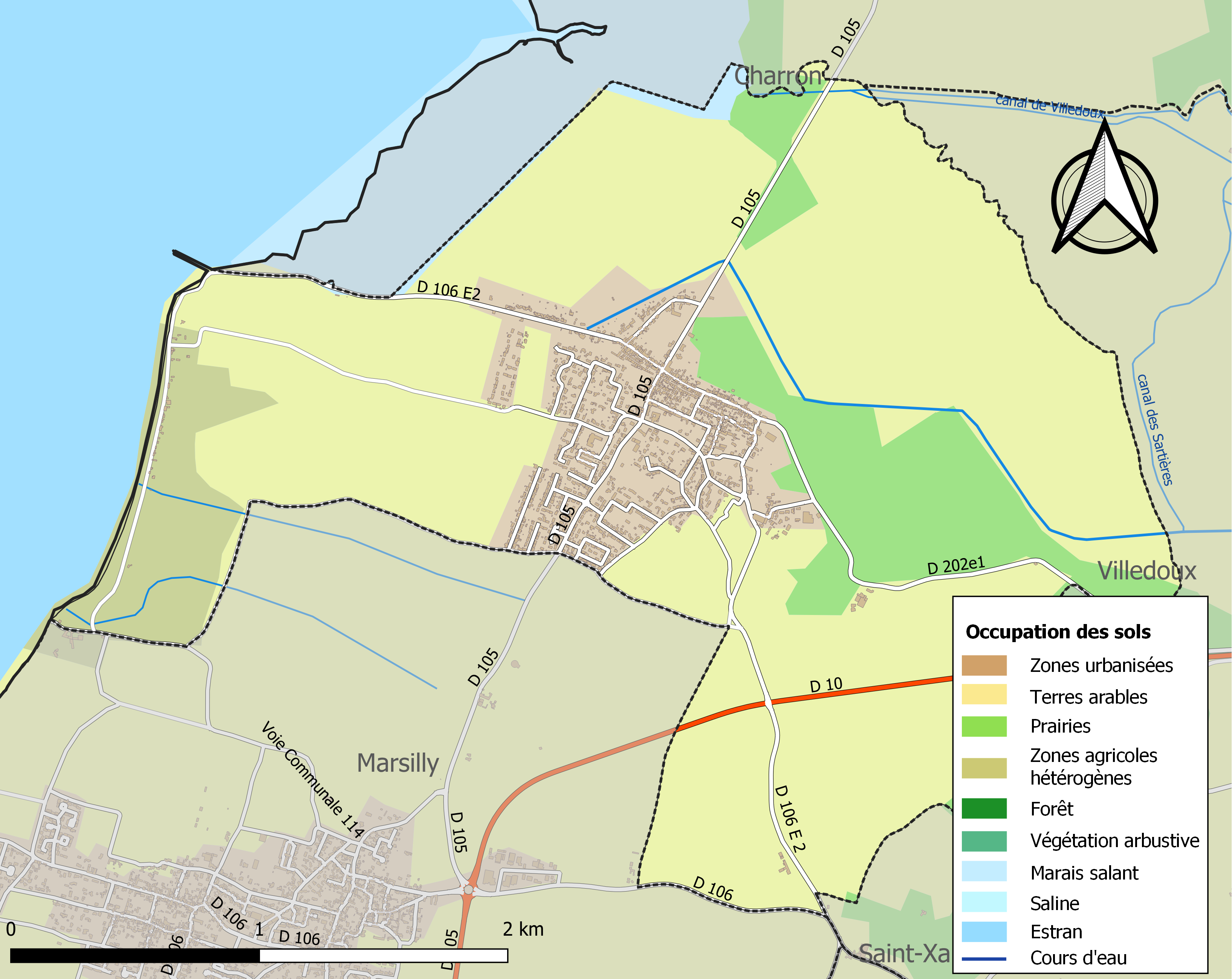

## Demografie
Onderstaande figuur toont het verloop van het inwonertal (bron: INSEE-tellingen).